# Le cổ đỏ

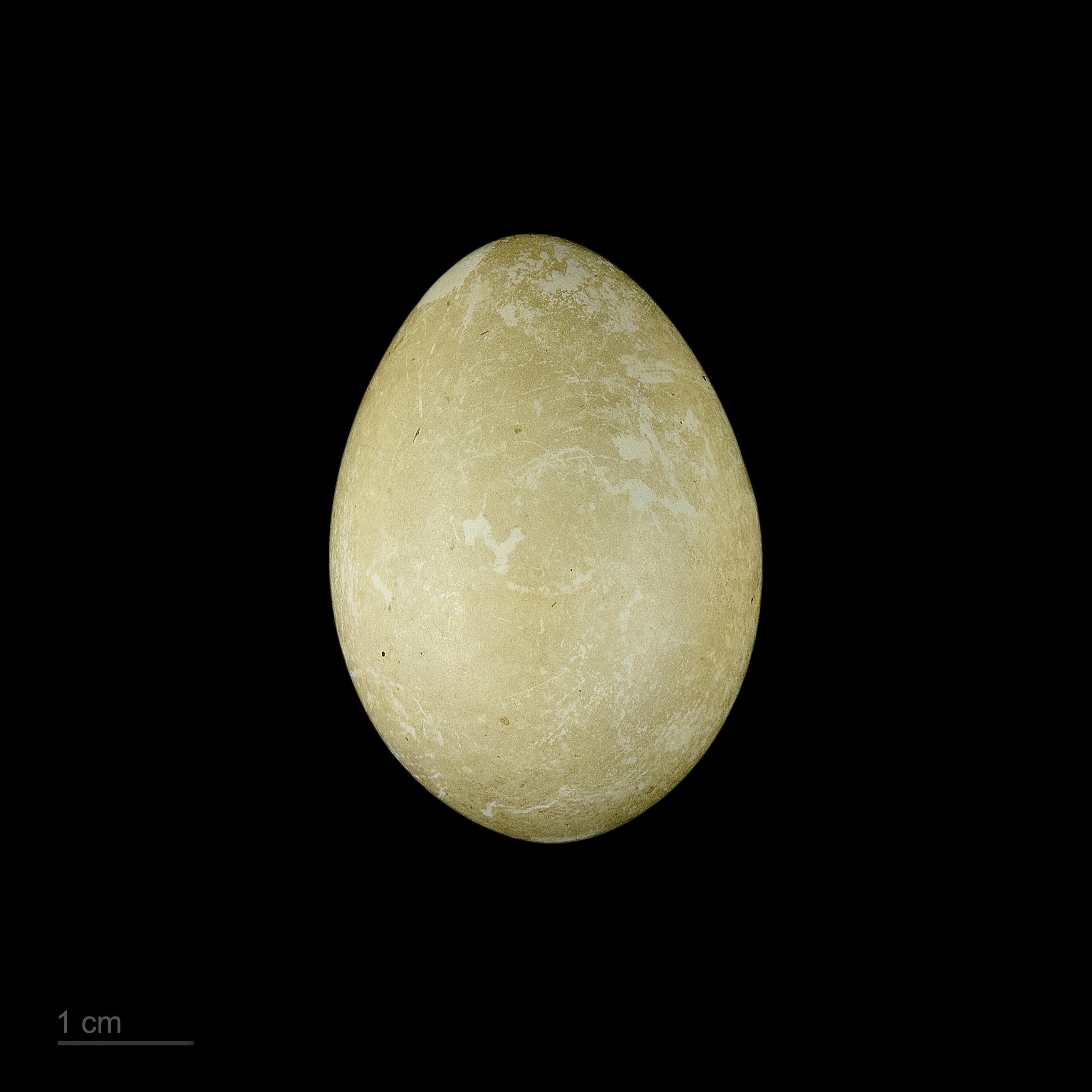
Podiceps auritus

Podiceps auritus là một loài chim thuộc họ Chim lặn. Loài này dài 31–38 cm với sải cánh dài 46–55 cm. Không thể nhầm lẫn vào mùa hè, bộ lông của cả con trống và con mái bao gồm đầu màu đen với các búi như tai nâu phồng lên dọc theo hai bên của khuôn mặt của nó. Nó có cổ sâu màu đỏ, mắt đỏ, mỏ đen thẳng và nhỏ đầu mỏ màu trắng. Loài này sinh sản ở các vùng thảm thực vật của hồ nước ngọt trên toàn châu Âu và châu Á. Nó cũng giống trong các khu vực nội địa hẻo lánh của Hoa Kỳ và Canada. Hầu hết các loài chim di trú vào mùa đông đến bờ biển. 